# Hla Nyunt
Hla Nyunt (* 11. April 1938 in Rangun) ist ein ehemaliger myanmarischer Boxer.
Er war 1960 Mitglied der birmanischen Olympiamannschaft bei den Olympischen Sommerspielen in Rom.
In der Gewichtsklasse Fliegengewicht besiegte er nach Freilos in der ersten Runde in der zweiten Runde den Finnen Börje Karvonen nach Punkten (298:288 - 58:59, 60:57, 60:57, 60:58, 60:57). In der dritten Runde schied er nach Niederlage gegen den US-Amerikaner Humberto Barrera nach Punkten (293:296 - 58:59, 60:58, 57:60, 60:59, 58:60) aus.